# PA-220
A  PA-220 é uma rodovia brasileira do estado do Pará. Essa estrada intercepta as rodovias estaduais PA-124, PA-127, PA-136, PA-395, PA-375 e PA-140.
Está localizada na região nordeste do estado, atendendo aos municípios de São João de Pirabas, Santarém Novo, Maracanã, Magalhães Barata, Marapanim, São João da Ponta, Terra Alta e Vigia. 